# 劉園駅
劉園駅（りゅうえん-えき）は中華人民共和国天津市北辰区に位置する天津地下鉄1号線の終駅。

## 駅構造
- 相対式ホーム2面2線の高架駅で、ホームドア完備。出口はA～Bの2箇所ある。

## 駅周辺
- 劉園苗圃
- 秋瑞家園

## 歴史
- 2006年6月12日 - 開業。

## 隣の駅
- ■天津地下鉄1号線

瑞景新苑駅 - 劉園駅